# Gazi-Husrev-Begmoskee

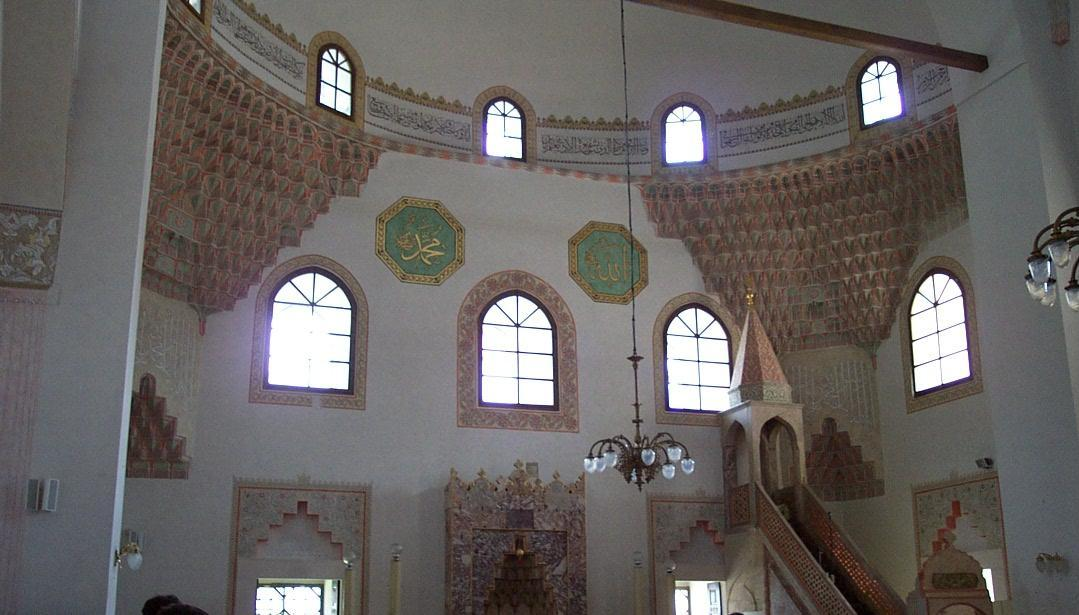
Interieur van de Gazi Husrev-beg moskee

De Gazi Husrev-Begmoskee (Bosnisch: Gazi Husrev-begova Džamija; Turks: Gazi Hüsrev Bey Camii), ook wel Begovamoskee, in Sarajevo is de grootste en oudste moskee in Bosnië-Herzegovina. Deze moskee is gesticht in 1526 door Gazi Husrev-Beg, een jongere neef van Sultan Bayezit II. Het ontwerp van de moskee is van hofarchitect Acem Esir Ali. Aan de bouwwerkzaamheden werkten ook arbeiders uit het toenmalige Ragusa (tegenwoordig Dubrovnik) mee.
Het gebouw is een koepelmoskee in vroegklassieke stijl. De hoofdgebedsruimte is 13 meter lang, de koepel heeft een hoogte van 26 meter. De moskee heeft twee zijschepen. De vier arcaden aan de voorkant zijn van marmer. De enkele minaret van de moskee is 47 meter hoog. De hof voor de moskee heeft een fontein. Ook bevindt zich hier het mausoleum van de stichter en van Gazi Murat Beg.
Bij de moskee hoort ook een madrassa uit 1537. Deze madrassa heeft 24 koepeldaken. Sinds kort wordt hier ook de islamitische faculteit bij aangebouwd.